# Lodewijk Asscher
Lodewijk Frans Asscher (Amszterdam, 1974. szeptember 27. –) holland baloldali politikus és újságíró, a Munkáspárt (PvdA) korábbi elnöke, valamint frakcióvezetője a Képviselőházban. 2012 és 2017 között Hollandia miniszterelnök-helyettese, és szociális ügyekért felelős minisztere volt.

## Pályafutása
1974-ben született Amszterdamban, édesanyja katolikus, édesapja zsidó vallású volt. A szülei is részt vettek a politikában, apja ugyanis tagja volt a VVD pártnak, anyja pedig a Munkáspártnak. A középiskolát Hágában végezte, majd beiratkozott az Amszterdami Egyetemre, ahol először pszichológiát, majd később holland jogot tanult. 2002-ben PhD doktori címet kapott. Ugyanebben az évben belépett a Munkáspártba.
2002-ben Amszterdamban beválasztották az önkormányzati tanácsba, majd az egyetemen kezdett jogot oktatni, ezt a tevékenységét 2006-ig folytatta. 2006 és 2010 között Amszterdam polgármester-helyettese volt. Miután Job Cohen polgármester lemondott, Asscher-t ideiglenesen polgármesterré nevezték ki, aminek tisztjét 3 hónapig és hét napig töltötte be. 
2012-ben az első Rutte-kormány felbomlása miatt előrehozott választásokat kellett tartani, mely a VVD fölényes győzelmével, a Munkáspárt sikerével, valamint a Kereszténydemokrata Tömörülés (CDA) súlyos vereségével zárult. A VVD és a PvdA közösen alakíthatott koalíciós kormányt, melyben Asscher lett a munka- és szociális ügyekért felelős miniszter, valamint Mark Rutte helyettese. Miniszteri teljesítményét sokan kritizálták, mivel az általa bevezetett, új menekültügyi integrációs rendszer alkalmatlannak bizonyult: korábban évente 25 000 nem európai bevándorló tett sikeres integrációs vizsgát, míg az új politika bevezetése után ez a szám jelentősen lecsökkent.
2016-ban pedig a szavazatok 54,5%-val a Munkáspárt elnökévé választották. A 2017-es holland általános választáson a párt történetének legnagyobb vereségét szenvedte el: a szavazatok mindössze 5,7% -át kapta meg, és 29 mandátumot veszített el. A párt így kiesett a kormányból, jelenleg ellenzékben politizál. 
2021. január 14-én lemondott a Munkáspárt vezetői pozíciójáról.